# Cameron Brown (Triathlet)
Cameron Brown, ONZM (* 20. Juni 1972 in Auckland) ist ein neuseeländischer Triathlet. Er wurde Vize-Weltmeister bei den Junioren (1992) und ist vielfacher Ironman-Sieger. Er wird in der Bestenliste neuseeländischer Triathleten auf der Ironman-Distanz geführt.

## Werdegang
Cameron Brown studierte am Pakuranga College in Auckland. Im Sommer 1987 startete er in Devonport bei seinem ersten Triathlon.
Seinen ersten internationalen Erfolg erzielte Brown 1992 bei den Triathlon-Jugend-Weltmeisterschaften in Kanada, wo er Zweiter wurde und sich in der Teamwertung zusammen mit Paul Amey und Bryan Rhodes den Weltmeistertitel holte. Seit 1993 startet er in der Elite-Klasse.

### Zweiter Ironman World Championships 2001
2001 und erneut 2005 wurde Brown Vize-Weltmeister beim Ironman auf Hawaii und er konnte dort bereits zweimal die Bronzemedaille gewinnen.
Ein weiter Höhepunkt war 2006 der Gewinn des Ironman Germany in Frankfurt am Main, ein Rennen, bei dem er von 2003 bis 2005 jeweils Platz zwei belegte.
Er holte sich im Juni 2014 – nur zwei Wochen vor seinem 42. Geburtstag – als ältester Athlet die Goldmedaille in Australien beim Ironman Cairns und stellte dort mit 8:20:14 h einen neuen Streckenrekord auf.

### 14. Ironman-Sieg als 43-Jähriger 2016
Der damals 43-Jährige schaffte es im März 2016, seinen eigenen Rekord als ältester Ironman-Sieger aller Zeiten erneut zu unterbieten. Er hat bis heute den Ironman New Zealand in seiner Heimat zwölf Mal für sich entschieden. Seine Landsfrau Joanna Lawn kann dort parallel bei den Damen bereits auf sieben Siege zurückblicken.

Ende des Jahres 2016 wurde er für seine Erfolge mit dem neuseeländischen Verdienstorden „New Zealand Order of Merit“ (ONZM) ausgezeichnet.
Im März 2017 wurde er in Taupo Zweiter.
Im April 2018 konnte der 45-Jährige beim Strongman All Japan Triathlon seinen Titel aus dem Vorjahr erfolgreich verteidigen und holte sich in Miyako-jima nach 7:52:06 h zum zweiten Mal den Titel. Im März 2020 wurde er Sechster im Ironman New Zealand.
Cameron Brown ist verheiratet  und lebt mit seiner Frau und den beiden Kindern  in Auckland.

## Auszeichnungen
- 2001 wurde er in Neuseeland zum „Sportler des Jahres“ erklärt.[4]

## Sportliche Erfolge
| Datum/Jahr    | Platz | Wettbewerb                                           | Austragungsort       | Zeit     | Bemerkung |
| ------------- | ----- | ---------------------------------------------------- | -------------------- | -------- | --- |
| 9. Jan. 2016  | 3     | NZL Middle Distance Triathlon National Championships | Mt Maunganui         | 03:55:06 | hinter Braden Currie                                                                                                   |
| 2. Nov. 2014  | 1     | Ironman 70.3 Taiwan                                  | Kenting              | 04:05:44 | |
| 2. Dez. 2012  | 11    | Ironman 70.3 Asia Pacific                            | Phuket               | 04:38:56 | |
| 5. Aug. 2012  | 2     | Ironman 70.3 Philippines                             | Camarines Sur        | 04:09:01 | |
| 7. Jan. 2012  | 1     | Port of Tauranga Half Ironman                        | Tauranga             | 03:53:42 | Brown konnte hier seinen bereits neunten Sieg erzielen.                                                                |
| 13. Aug. 2011 | 3     | Ironman 70.3 Philippines                             | Camarines Sur        | 04:12:54 | |
| 3. Juli 2011  | 1     | Ironman 70.3 Korea                                   | Jeju                 |          | |
| 1. Mai 2011   | 3     | Ironman 70.3 Port Macquarie                          | Port Macquarie       | 04:03:22 | Dritter bei der Erstaustragung                                                                                         |
| 8. Jan. 2011  | 3     | Port of Tauranga Half Ironman                        | Tauranga             | 03:50:30 | [ 6 ] |
| 19. Sep. 2010 | 1     | Ironman 70.3 Tokoname                                | Tokoname             | 04:12:00 | |
| 6. Juni 2010  | 15    | Ironman 70.3 Switzerland                             | Rapperswil-Jona      | 04:15:35 | |
| 23. Aug. 2009 | 3     | Ironman 70.3 Philippines                             | Camarines Sur        | 03:52:31 | |
| 12. Juli 2009 | 3     | Ironman 70.3 Rhode Island                            | Narragansett         | 03:54:53 | |
| 28. Juni 2009 | 8     | Ironman 70.3 Buffalo Springs                         | Lubbock              | 04:12:52 | |
| 5. Jan. 2007  | 1     | Port of Tauranga Half Ironman                        | Tauranga             |          | |
| 7. Mai 2006   | 2     | Ironman 70.3 St. Croix                               | Saint Croix          | 04:07:55 | hinter Craig Alexander                                                                                                 |
| 2004          | 1     | Port of Tauranga Half Ironman                        | Tauranga             |          | |
| 2003          | 1     | Port of Tauranga Half Ironman                        | Tauranga             |          | |
| 2002          | 1     | Port of Tauranga Half Ironman                        | Tauranga             |          | |
| 2001          | 1     | Port of Tauranga Half Ironman                        | Tauranga             |          | |
| 2001          | 3     | St. Croix Triathlon                                  | St. Croix            |          | |
| 9. Jan. 2000  | 1     | Port of Tauranga Half Ironman                        | Tauranga             |          | |
| 1999          | 3     | St. Croix Triathlon                                  | St. Croix            |          | |
| 1999          | 1     | Port of Tauranga Half Ironman                        | Tauranga             |          | |
| 1998          | 1     | Port of Tauranga Half Ironman                        | Tauranga             |          | |
| 12. Sep. 1992 | 2     | ITU Triathlon World Championship Junior Men          | Huntsville           | 01:56:06 | |
| 1992          | 1     | ITU Triathlon World Championship Team                | Huntsville (Ontario) |          | Team-Weltmeister – zusammen mit Paul Amey und Bryan Rhodes (3 × 250 m Schwimmen, 6,67 km Radfahren und 1,67 km Laufen) |

| Datum/Jahr    | Platz | Wettbewerb                                      | Austragungsort | Zeit     | Bemerkung |
| ------------- | ----- | ----------------------------------------------- | -------------- | -------- | --- |
| 4. März 2023  | 7     | Ironman New Zealand                             | Taupō          | 08:42:15 | 25. Teilnahme an diesem Rennen |
| 7. März 2020  | 6     | Ironman New Zealand                             | Taupō          | 08:14:35 | |
| 13. Okt. 2018 | 22    | Ironman Hawaii                                  | Hawaii         | 08:25:30 | |
| 22. Apr. 2018 | 1     | Strongman All Japan Triathlon                   | Miyako-jima    | 07:52:06 | erfolgreiche Titelverteidigung |
| 3. Dez. 2017  | 4     | Ironman Western Australia                       | Busselton      | 07:32:23 | verkürzter Kurs ohne Schwimmen als Duathlon |
| 23. Apr. 2017 | 1     | Strongman All Japan Triathlon                   | Miyako-jima    | 07:49:10 | [ 8 ] |
| 4. März 2017  | 2     | Ironman New Zealand                             | Taupō          | 08:24:32 | |
| 5. März 2016  | 1     | Ironman New Zealand                             | Taupō          | 08:07:58 | zwölfter Sieg in Neuseeland und neuer Streckenrekord – als ältester Ironman-Sieger aller Zeiten                                                          |
| 14. Juni 2015 | 2     | Ironman Cairns                                  | Cairns         | 08:26:22 | |
| 7. März 2015  | 1     | Ironman New Zealand                             | Taupō          | 08:22:13 | |
| 27. Sep. 2014 | DNF   | Ironman Malaysia                                | Langkawi       | –        | Rennabbruch nach der Radstrecke nach einem „Quallenunfall“ auf der Schwimmdistanz                                                                        |
| 24. Aug. 2014 | 1     | MetaMan                                         | Bintan         | 08:28:21 | Sieg mit neuem Streckenrekord |
| 8. Juni 2014  | 1     | Ironman Cairns                                  | Cairns         | 08:20:14 | zwölfter Ironman-Sieg – mit neuem Streckenrekord |
| 1. März 2014  | 2     | Ironman New Zealand                             | Taupō          | 08:21:55 | |
| 2. März 2013  | 3     | Ironman New Zealand                             | Taupō          | 08:34:28 | |
| 8. Juli 2012  | 4     | Challenge Roth                                  | Roth           | 08:10:05 | |
| 3. Juni 2012  | 2     | Ironman Cairns                                  | Cairns         | 08:22:21 | [ 9 ] |
| 25. März 2012 | 2     | Ironman Melbourne                               | Melbourne      | 08:00:12 | Zweiter bei der Erstaustragung mit neuer persönlicher Bestzeit auf der Langdistanz                                                                       |
| 4. März 2012  | 3     | Ironman New Zealand                             | Taupō          | 03:56:38 | Witterungsbedingt musste der Ironman auf verkürztem Kurs als Ironman 70.3 ausgetragen werden.                                                            |
| 24. Juli 2011 | 7     | Ironman Germany                                 | Frankfurt      | 08:31:47 | |
| 5. März 2011  | 1     | Ironman New Zealand                             | Taupō          | 08:31:07 | zehnter Sieg in Neuseeland |
| 4. Juli 2010  | 4     | Ironman Germany                                 | Frankfurt      | 08:18:33 | |
| 6. März 2010  | 1     | Ironman New Zealand                             | Taupō          | 08:21:52 | |
| 10. Okt. 2009 | 22    | Ironman Hawaii                                  | Hawaii         | 08:53:41 | |
| 7. März 2009  | 1     | Ironman New Zealand                             | Taupō          | 08:18:05 | |
| 11. Okt. 2008 | 5     | Ironman Hawaii                                  | Hawaii         | 08:26:17 | |
| 6. Juli 2008  | 4     | Ironman Germany                                 | Frankfurt      | 08:08:29 | |
| 1. März 2008  | 1     | Ironman New Zealand                             | Taupō          | 08:24:49 | |
| 3. März 2007  | 1     | Ironman New Zealand                             | Taupō          | 08:26:33 | |
| 21. Okt. 2006 | 8     | Ironman Hawaii                                  | Hawaii         | 08:25:22 | |
| 23. Juli 2006 | 1     | Ironman Germany                                 | Frankfurt      | 08:13:39 | Sieg vor dem Deutschen Timo Bracht |
| 4. März 2006  | 2     | Ironman New Zealand                             | Taupō          | 03:31:45 | Der Ironman konnte witterungsbedingt nur auf verkürztem Kurs ohne die Schwimmdistanz ausgetragen werden: 90 km Radfahren und 21 km Laufen ironman.co.nz: |
| 15. Okt. 2005 | 2     | Ironman Hawaii                                  | Hawaii         | 08:19:36 | persönliche Bestzeit bei der Weltmeisterschaft |
| 10. Juli 2005 | 2     | Ironman Germany                                 | Frankfurt      | 08:28:39 | |
| Feb. 2005     | 1     | Ironman New Zealand                             | Taupō          | 08:20:14 | |
| 16. Okt. 2004 | 34    | Ironman Hawaii                                  | Hawaii         | 09:32:45 | |
| 11. Juli 2004 | 2     | Ironman Germany                                 | Frankfurt      | 08:18:11 | Wie schon im Vorjahr belegte Cameron Brown in Frankfurt am Main den zweiten Rang hinter dem Sieger Stefan Holzner.                                       |
| 6. März 2004  | 1     | Ironman New Zealand                             | Taupō          | 08:30:30 | |
| 18. Okt. 2003 | 3     | Ironman Hawaii                                  | Hawaii         | 08:30:08 | |
| 2003          | 1     | Ironman New Zealand                             | Taupō          | 08:22:05 | Februar |
| 14. Juli 2003 | 2     | Ironman Germany                                 | Frankfurt      | 08:15:51 | |
| 19. Okt. 2002 | 3     | Ironman Hawaii                                  | Hawaii         | 08:35:34 | |
| 14. Juli 2002 | 2     | Challenge Roth                                  | Roth           | 08:21:29 | |
| 2. März 2002  | 1     | Ironman New Zealand                             | Taupō          | 08:32:54 | |
| 6. Okt. 2001  | 2     | Ironman Hawaii                                  | Hawaii         | 08:46:10 | |
| 2001          | 1     | Ironman New Zealand                             | Taupō          |          | |
| 14. Okt. 2000 | 26    | Ironman Hawaii                                  | Hawaii         | 08:58:05 | |
| 2000          | 3     | Ironman USA                                     | Lake Placid    | 08:58:31 | |
| 4. März 2000  | 2     | Ironman New Zealand                             | Taupō          | 08:26:45 | |
| 1999          | 3     | Ironman USA                                     | Lake Placid    |          | |
| 11. Juli 1999 | 5     | ITU Long Distance Triathlon World Championships | Säter          | 05:51:29 | |
| 7. März 1999  | 2     | Ironman New Zealand                             | Taupō          | 08:32:54 | |
| 9. März 1997  | 23    | Ironman New Zealand                             | Auckland       | 09:40:23 | |

(DNF – Did Not Finish)